# Nada personal (2017)
Nada personal é uma telenovela mexicana produzida e exibida pela Azteca entre 22 de maio a 5 de setembro de 2017, substituindo La fiscal de hierro e sendo substituída por Las malcriadas.
Se trata de uma remake da telenovela homônima, produzida pelo canal em 1996.
É protagonizada por Margarita Muñoz, Valentino Lanus e Matías Novoa e antagonizada por Juan Soler e Kika Edgar.

## Sinopse
Por casualidade, Mariana Aragón é sobrevivente e testemunha de um multi-homicidio de dois jovens jornalistas que investigavam uma conspiração Narco-política que envolve o procurador Raúl Rey, conhecido como "el Rey". Quando Mariana por uma bala começa sua fuga nessa mesma noite, se encontra com Alejandro Castillo, um jovem jornalista a quem lhe pede ajuda para escapar e mostrar sua inocência, a Santiago Leal, comandante encargado do caso de Mariana, a quem a ajuda para para fazer justiça, mas um giro de 360°, por ordens de "el Rey", Mariana é arrastada, passando um inferno na qual a fazem adita a Heroína, e uma dama de companhia.

## Elenco
- Margarita Muñoz - Mariana Aragón
- Valentino Lanus - Alejandro Castillo
- Matías Novoa - Comandante Santiago Leal
- Juan Soler -  Procurador Raúl Rey "El Rey"
- Kika Edgar - Tenente Claudia Campos
- Monica Dionne - Nora Castillo
- Héctor Kotsifakis - "El Tuétano"
- Silvia Carusillo - Silvia Carrasco de Rey
- Mayra Rojas - Teresa Leal
- Pia Watson
- Roberta Burns - Úrsula
- Ignácio Riva Palacio
- Lidia San Jose - Natalia de Castillo
- Humberto Bua
- Ricardo Esquerra - "Chupacabras"
- Orlando Moguel
- Dyego Toussaint
- Rosario Zúñiga
- Dale Carley
- Lucero Trejo

## Versões
- Nada Personal é remake da novela Nada personal produzida por Argos Comunicación para TV Azteca em 1996. Protagonizada por Ana Colchero, José Ángel Llamas e Demián Bichir.

- Argos Comunicación e TV Azteca realizaram uma continuação em 1997 chamada Demasiado corazón, protagonizada por Demián Bichir e Claudia Ramírez.